# Black Friday România

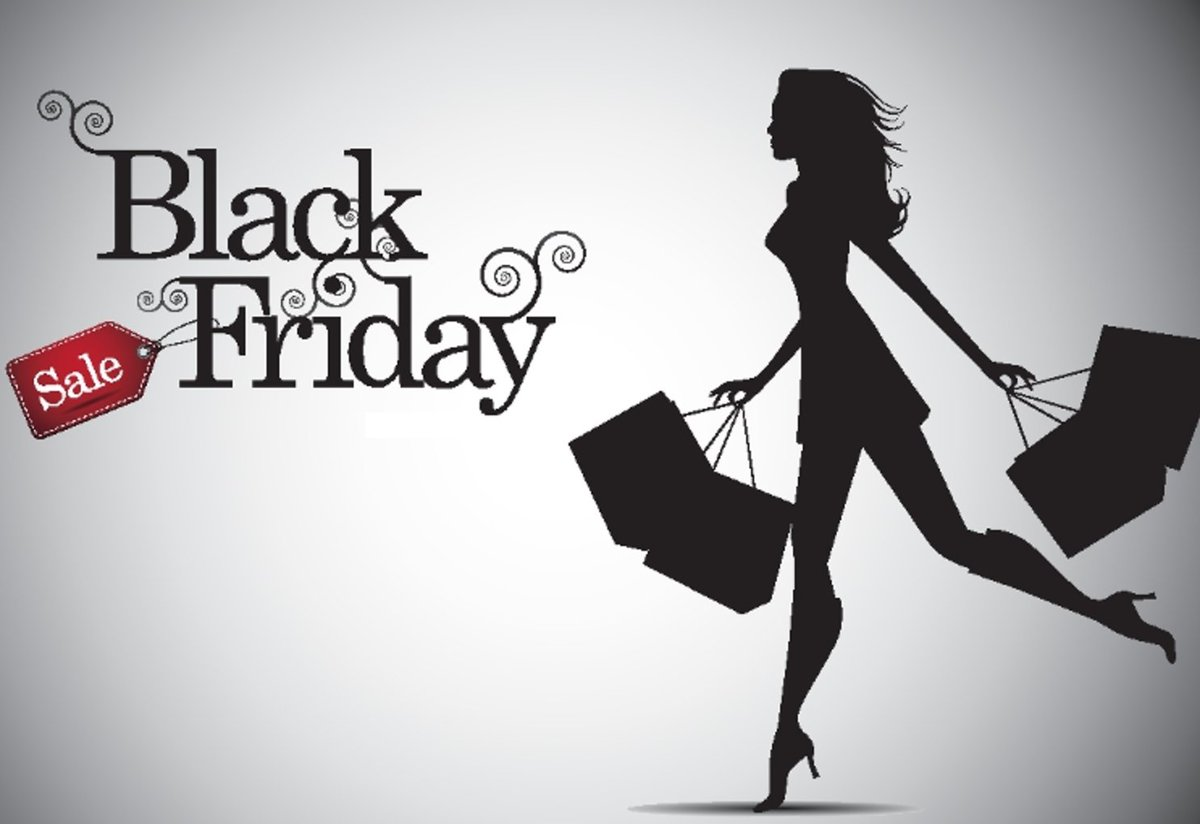
Black Friday România

Black Friday a fost introdus în România pentru prima oară în anul 2011.
Succesul de care s-a bucurat ziua de Black Friday în România („Vinerea Neagră” în traducere liberă), cunoscută și ca ziua cu cele mai multe reduceri din an, a făcut ca de la an la an tot mai multe magazine online să se alăture acestui eveniment de shopping.
Spre deosebire de Black Friday-ul sărbătorit în Statele Unite ale Americii în ziua următoare după Thanksgiving Day („Ziua Recunoștinței”), în România ziua de Black Friday este organizată de obicei cu o săptămână mai devreme. Și acest lucru se întâmplă pentru a permite curierilor să poată livra comenzile din ziua de Black Friday până la mini-vacanța prilejuită de Ziua Națională a României - 1 Decembrie. De asemenea trebuie știut că în România și data de 30 noiembrie este zi nelucrătoare fiind sărbătorit Sfântul Andrei cunoscut ca fiind „apostolul românilor”.